# Баренцово море
Баренцово море (каткад се користи и погрешно име Барентсово море) је део Северног леденог океана, а смештено је између Норвешке и Русије. Има површину од 1.405.000 километра квадратних, а име је добило по холандском истраживачу Вилему Баренцу. Налази се између Норвешког мора на западу, Свалбардских острва на северозападу, острва Земља Фрање Јосифа на североистоку, острва Нова Земља на истоку и Европе на југу. Јужни део мора, укључујући луке Мурманск у Русији и Варде у Норвешкој, остају слободне од леда током целе године због топле Голфске струје. Баренцово море има еколошких проблема због загађења о нуклеарних реактора руских подморница. 
Баренцово море је дугачко 1.300км, широко 1.050м, просечна дубина износи 229м, а максимална, у понору код Медвеђег острва - 600м.
Иако је део Арктичког океана, Баренцово море је окарактерисано као „прелаз у Атлантик“ или у процесу „атлантификације“ због свог статуса „вруће тачке загревања Арктика“. Хидролошке промене услед глобалног загревања довеле су до смањења количине морског леда и стратификације воденог стуба, што би могло да изазове велике промене времена у Евроазији. Једно предвиђање је да ће, како стално расте подручје Баренцовог мора без леда, додатно испаравање повећати зимске снежне падавине у већем делу континенталне Европе.

## Геологија
Баренцово море је првобитно настало из два велика континентална судара: Каледонске орогенезе, у којој су се Балтика и Лаурентија судариле и формирале Лауразију, и накнадног судара између Лауразије и Западног Сибира. Већим делом његове геолошке историје доминира тектоника екстензије, узрокована колапсом Каледонског и Уралског орогеног појаса и распадом Пангеје. Ови догађаји су створили главне базене рифта који доминирају Барентсовом прагом, заједно са различитим платформама и структуралним врховима. Каснијом геолошком историјом Баренцовог мора доминира каснокенозојско издизање, посебно оно узроковано квартарном глацијацијом, што је резултирало ерозијом и таложењем знатне количине седимента.

## Економија

### Политички статус
Деценијама је постојао гранични спор између Норвешке и Русије у вези са положајем границе између њихових претензија на Баренцово море. Норвежани су фаворизовали средњу линију, засновану на Женевској конвенцији из 1958. године, док су Руси фаворизовали секторску линију засновану на меридијанима, на основу совјетске одлуке из 1926. године. Неутрална „сива“ зона између конкурентских потраживања имала је површину од 175.000 квадратних километара, што је приближно 12% укупне површине Баренцовог мора. Две земље су почеле преговоре о локацији границе 1974. године, а 1976. су се сложиле са мораторијумом на истраживање угљоводоника.
Двадесет година након пада Совјетског Савеза, 2010. године Норвешка и Русија су потписале споразум који је ставио границу на једнаку удаљеност од њихових конкурентских захтева. Ово је ратификовано и ступило на снагу 7. јула 2011. године, чиме је отворена сива зона за истраживање угљоводоника.

### Нафта и гас
Охрабрена успехом истраживања и производње нафте у Северном мору 1960-их, Норвешка је започела истраживање угљоводоника у Баренцовом мору 1969. Они су током наредних година oбјавили истраживања сеизмичке рефлексије, која су анализирана да би се разумела локација главних седиментних басена. НорскХидро је 1980. избушио прву бушотину, која је била сува рупа, а прва открића су направљена следеће године: гасна поља Алке и Аскеладен. Још неколико открића је направљено на норвешкој страни Баренцовог мора током 1980-их, укључујући важно поље Снeхвит.
Међутим, интересовање за ово подручје почело је да опада због низа сувих рупа, бушотина које су садржавале само гас (који је у то време био јефтин) и превисоких трошкова развоја бушотина у тако удаљеном подручју. Интересовање за ову област поново је оживљено крајем 2000-их, након што је поље Сневхит коначно пуштено у производњу и направљена су два нова велика открића.

### Риболов
Баренцово море садржи највећу преосталу популацију бакалара на свету, као и важне залихе вахње и капелана. Риболовом заједнички управљају Русија и Норвешка у облику Заједничке норвешко-руске комисије за рибарство, основане 1976. године, у настојању да се прати колико риба напушта екосистем због риболова. Заједничка норвешко-руска комисија за рибарство поставља Укупан дозвољени улов (TAC) за више врста широм њихових миграторних стаза. Преко Комисије, Норвешка и Русија такође размењују риболовне квоте и статистику улова како би осигурале да се TAC не крши.

### Биодиверзитет Баренцовог мора и биолошка истраживања мора
Баренцово море, где се сусрећу умерене воде из Голфске струје и хладне воде са Арктика, дом је огромне разноликости организама, који су добро прилагођени екстремним условима својих морских станишта. Ово чини ове арктичке врсте веома атрактивним за морску биопроспекцију. Морска биопроспекција се може дефинисати као потрага за биоактивним молекулима и једињењима из морских извора који имају нова, јединствена својства и потенцијал за комерцијалну примену. Између осталог, апликације укључују лекове, храну и животињску храну, текстил, козметику и процесну индустрију.
Норвешка влада стратешки подржава развој морске биопроспекције, јер има потенцијал да допринесе стварању новог и одрживог богатства. Тромсе и северне области Норвешке играју централну улогу у овој стратегији. Они имају одличан приступ јединственим арктичким морским организмима, постојећим морским индустријама, стручности и инфраструктури за истраживање и развој у овом региону. Од 2007. године наука и индустрија блиско сарађују на биопроспекцији, развоју и комерцијализацији нових производа.

#### Институције и индустрија које подржавају морску биопроспекцију у Баренцовом мору
МабЦент-СФИ је један од четрнаест истраживачких центара за иновације које је покренуо Истраживачки савет Норвешке. Он је једини у области „биоактивних једињења и откривања лекова“ која се заснива на биоактивним састојцима из морских организама. Овај центар задржава фокус на биоактивним састојцима из арктичких и субарктичких организама. До краја 2011. МабЦент је тестирао око 200.000 екстраката, пронашавши неколико стотина потенцијално корисних материја. Даљњим истраживањем и развојем, неки од ових материја ће постати вредне истраживачке основе, односно окарактерисана једињења за која се зна да поседују биолошке ефекте од интереса.
Комерцијални партнери у МабЦент-СФИ су Biotec Pharmacon ASA и његова подружница ArcticZymes AS, ABC BioScience AS, Lytix Biopharma AS и Pronova BioPharma ASA.  ArcticZymes је такође партнер у MARZymes, пројекту који финансира Истраживачки савет Норвешке за проналажење морских ензима који су прилагођени екстремним условима на Арктику. Научни партнери у МабЦент-СФИ су Marbank, национална поморска биобанка која се налази у Тромсеу; Марбио, платформа средње/високе пропусности за скрининг и идентификацију биоактивних једињења; и Норструкт, платформа за одређивање структуре протеина. МабЦент-СФИ обитава на Универзитету у Тромсеу.